# Hideharu Miyahira
Hideharu Miyahira (japanska: 宮平 秀治), född 21 december 1973 i Otaru (japanska: 小樽市?, Otaru-shi) på ön Hokkaido (30 km väster om Sapporo) är en japansk tidigare backhoppare som representerade Mizuno.

## Karriär
Hideharu Miyahira debuterade i världscupen på hemmaplan i Sapporo januari 1994. Han tävlade i världscupen utomlands första gången november 1996 i Lillehammer i Norge. Hans första pallplats i en deltävling i världscupen kom i Innsbruck under tysk-österrikiska backhopparveckan 3 januari 1999 då han blev nummer tre. Han har en delseger i världscupen, i Planica i Slovenien 20 mars 1998. Hans bästa säsong i världscupen, och i backhopparveckan, var säsongen 1998/1999 då han blev nummer 5 sammanlagt i världscupen och nummer 3 totalt i backhopparveckan.
Skid-VM
Miyahira deltog i sitt första Skid-VM i Ramsau am Dachstein i Österrike 1999. Han lyckades vinna medalj i alla tävlingarna. I första tävlingen, laghoppningen, vann han en silvermedalj tillsammans med lagkompisarna Noriaki Kasai, Masahiko Harada och Kazuyoshi Funaki. Japan var endast 1,9 poäng efter segrarna från Tyskland och 81,5 poäng före Österrike. I tävlingen i stora backen vann Miyahira an bronsmedalj efter två tyska hoppare. Han var 3,0 poäng efter guldvinnaren Martin Schmitt och 1,5 poäng efter Sven Hannawald. I sista tävlingen, i normalbacken vann Miyahira en ny silvermedalj, denna gången endast 1,5 poäng efter guldvinnaren, landsmannen Kazuyoshi Funaki och 1,5 poäng före bronsvinnaren Masahiko Harada som säkrade en trippel för Japan.
Under Skid-VM 2001 i Lahtis i Finland blev det inga medaljer för Miyahira. Han blev nummer 14 i stora backen och 21 i normalbacken i de individuella tävlingarna. Det arrangerades två lagtävlingar i VM 2001 och Japan kom precis utanför prispallen i båda tävlingarna med två fjärdeplatser. I stora backen var japanerna 101,9 poäng efter guldvinnarna från Tyskland och 42,3 poäng från bronsmedaljen. I normalbacken var Japan 67,0 poäng efter segrande Österrike och 25,0 poäng från prispallen.
Hideharu Miyahira deltog även i Skid-VM 2003 i Val di Fiemme i Italien. Han deltog i alla tre backhoppningstävlingarna och var nära att ta medalj i alla. I öppningstävlingen i stora backen var han 24,6 poäng efter dubble världsmästaren Adam Małysz från Polen och 8,8 poäng från prispallen. I lagtävlingen vann Miyahira en silvermedalj och i avslutningstävlingen i normalbacken blev han nummer fyra, endast 0,5 poäng från en bronsmedalj, som vanns av landsmannen Noriaki Kasai. 
I sitt sista Skid-VM, i Oberstdorf i Tyskland 2005, blev Miyahira nummer 25 i stora backen och nummer 10 i lagtävlingen.
Olympiska spelen
Hideharu Miyahira deltog under olympiska spelen 2002 i Salt Lake City i USA, och startade i tävlingarna i stora backen i Utah Olympic Park. I  den individuella tävlingen blev han nummer 24 och i lagtävlingen nummer 5. Japanerna var 20,5 poäng ifrån en bronsmedalj.
VM i skidflygning
Miyahira deltog i 4 skidflygnings-VM, i Heini Klopfer-backen i Oberstdorf 1998 (där han blev nummer 20), i Vikersundbacken 2000 (där han fick sitt bästa resultat i en individuell tävling i skidflygnings-VM då han blev nummer 10), i Čerťák i tjeckiska Harrachov 2002 (slutade som nummer 45) och i Kulm i Planica 2004 där det också arrangerades laghoppning i skidflygning för första gången i VM-sammanhang. Miyahira blev nummer 26 i den individuella tävlingen och nummer fem i lagtävlingen.
Hideharu Miyahira deltog i sin sista internationella tävling på hemmaplan i Sapporo 2006